# Hagilar
Hagilar (in turco Hacılar Höyük) fu un villaggio neolitico, situato nell'attuale Turchia, 25 chilometri a sudovest dell'odierna cittadina di Burdur, nella provincia omonima. È uno dei siti guida del neolitico anatolico.

## La scoperta
Il sito venne scoperto nel 1956 dall'archeologo britannico James Mellaart, guidato da un insegnante del posto. Nel 1957 venne iniziato uno scavo che si concluse nel 1960.

## Caratteristiche
L’insediamento si sviluppò su 6 livelli, con una durata che va dal 5400 al 4800 a.C. circa. Dal punto di vista cronologico, subentrò a Çatalhöyük, ma con notevoli differenze sul piano della tipologia abitativa: in questo caso, infatti, si trattava di case pluricellulari dotate di cortili e la circolazione interna era possibile a livello del terreno. Il corredo domestico restava quello tipico di Çatalhöyük, ma erano assenti i giacigli su panche lungo i perimetri delle stanze, sotto le quali gli abitanti di Çatalhöyük seppellivano i propri morti. Mancavano inoltre le decorazioni cultuali dedicate ai parenti defunti.
Il villaggio di Hagilar appare povero, con una industria litica di scarsa qualità. La ceramica rinvenuta risulta dipinta.
La successione dei livelli presenta cambiamenti anche importanti: mentre il livello 6 si presentava come un villaggio aperto, con il ruolo evidente dell'interscambio pluri-familiare, il livello 2 era racchiuso in un recinto di forma quadrangolare, strutturato su base mono-familiare. Il livello I, infine, quello più prossimo alla superficie, presentava strutture compatte, a cui si accedeva dal terrazzo, come a Çatalhöyük.
Al sito guida di Hagilar succedette quello di Gian Hasan (datazione approssimativa: 4900-4500 a.C.).

## Cronologia
| Schema cronologico della rivoluzione neolitica |                                 |                                              |                                                       |                                 |                                  |                                                          |                             |                        |
| 15000                                          | Periodizzazione                 | Palestina                                    | Siria                                                 | Tauro                           | Anatolia                         | Kurdistan                                                | Luristan                    | Khūzestān              |
| 10000                                          | Caccia e raccolta intensificata | Kebara                                       |                                                       |                                 |                                  | Zarzi                                                    |                             |                        |
| 7000                                           | Produzione incipiente           | Natufiano (10000-8500) PPNA (8000-7300)      | Natufiano (10000-8500) PPNA (8000-7300)               |                                 | Hagilar aceramico (7500-7000)    | Zawi Chemi Shanidar (9000-8000) Karim Shahir (7500-7000) | Ganjdareh Asiab (8000-7500) | Bus Mordeh (7500-6500) |
| 6000                                           | Neolitico aceramico             | PPNB (Gerico) (7000-6000) Beidha (7000-6000) | PPNB (Mureybat) (ca. 6500) Buqros, el-Kom (6500-6000) | Çayönü (7500-6500) Giafer Hüyük | Çatalhöyük aceramico (7000-6000) | Jarmo aceramico (6500-6000)                              | Tepe Guran (6500-6000)      | Ali Kosh (6500-6000)   |

| Schema cronologico del neolitico del Vicino Oriente | Schema cronologico del neolitico del Vicino Oriente | Schema cronologico del neolitico del Vicino Oriente | Schema cronologico del neolitico del Vicino Oriente                            | Schema cronologico del neolitico del Vicino Oriente | Schema cronologico del neolitico del Vicino Oriente | Schema cronologico del neolitico del Vicino Oriente | Schema cronologico del neolitico del Vicino Oriente |
| 6000                                                | Khabur                                              | Gebel Singiar Assiria                               | Medio Tigri                                                                    | Bassa Mesopotamia                                   | Khuzistan                                           | Anatolia                                            | Siria                                               |
| --------------------------------------------------- | --------------------------------------------------- | --------------------------------------------------- | ------------------------------------------------------------------------------ | --------------------------------------------------- | --------------------------------------------------- | --------------------------------------------------- | --------------------------------------------------- |
| 5500                                                |                                                     | Umm Dabaghiya                                       |                                                                                |                                                     | Muhammad Giaffar                                    | Çatalhöyük (6300-5500)                              | Amuq A                                              |
| 5200                                                | Halaf antico                                        | Hassuna                                             | Samarra antico (5600-5400) Samarra medio (5400-5000) Samarra tardo (5000-4800) |                                                     | Susiana A                                           | Hagilar Mersin 24-22                                | Amuq B                                              |
| 4800                                                | Halaf medio                                         | Hassuna tardo Gawra 20                              | Samarra antico (5600-5400) Samarra medio (5400-5000) Samarra tardo (5000-4800) | Eridu (= Ubaid 1) Eridu 19-15                       | Tepe Sabz                                           | Hagilar Mersin 22-20                                | Amuq C                                              |
| 4500                                                | Halaf tardo                                         | Gawra 19-18                                         |                                                                                | Haggi Muhammad (= Ubaid 2) Eridu 14-12              | Khazineh Susiana B                                  | Gian Hasan Mersin 19-17                             | Amuq D                                              |